# Psammogeaya arenata
Psammogeaya arenata is een hooiwagen uit de familie Sclerosomatidae.